# Sachatamia albomaculata
Espèce
Synonymes
- Centrolenella albomaculata Taylor, 1949
- Cochranella albomaculata (Taylor, 1949)

Statut de conservation UICN

 LC  : Préoccupation mineure
Sachatamia albomaculata est une espèce d'amphibiens de la famille des Centrolenidae.

## Répartition
Cette espèce se rencontre de 420 à 800 m d'altitude, :
- au Honduras dans le département de Colón ;
- au Nicaragua dans le département du Río San Juan ;
- au Costa Rica ;
- au Panamá ;
- en Colombie sur la côte pacifique dans les départements de Chocó, de Risaralda et d'Antioquia ;
- dans le nord-ouest de l'Équateur dans les provinces d'Esmeraldas et d'Imbabura.

## Description

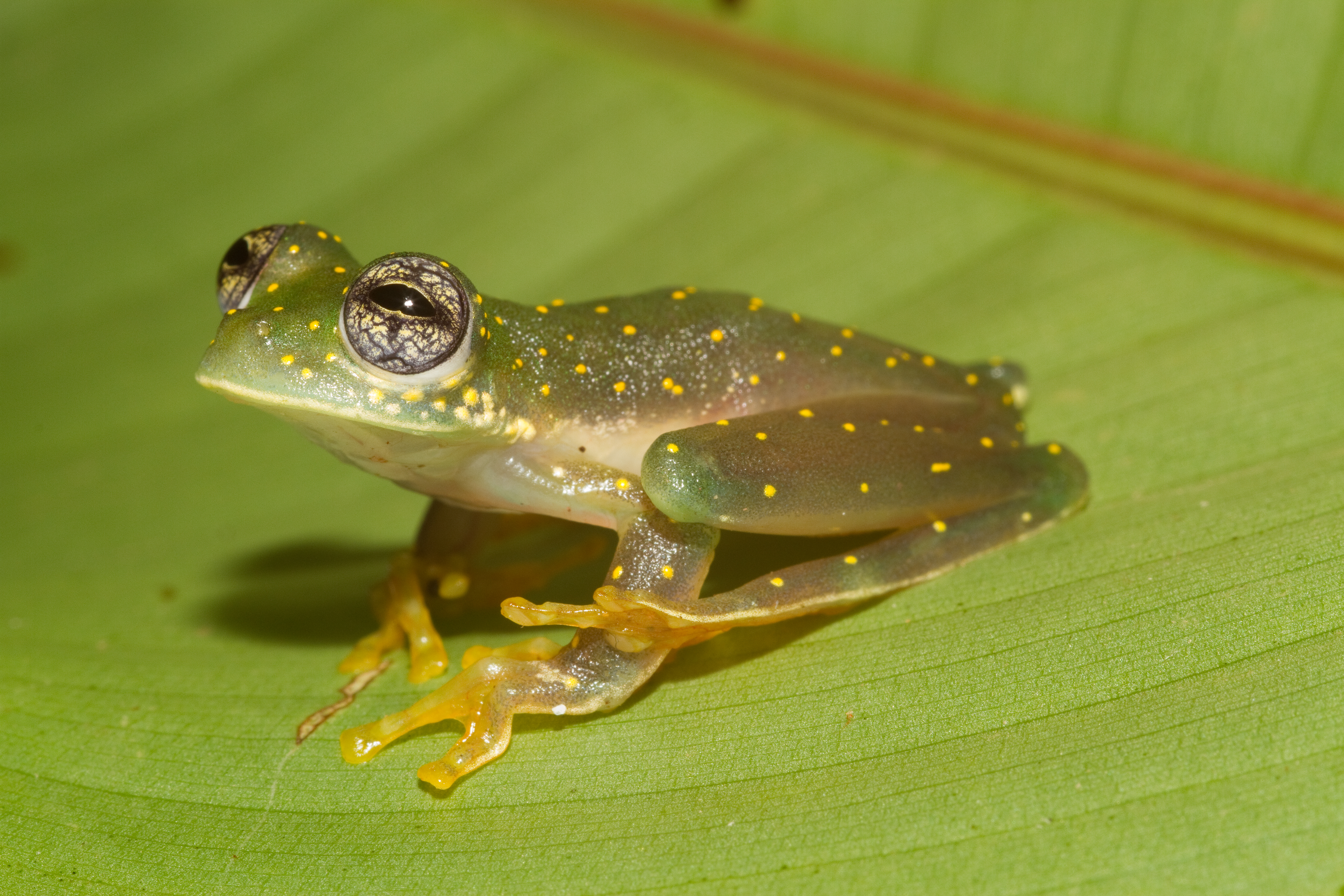
Sachatamia albomaculata

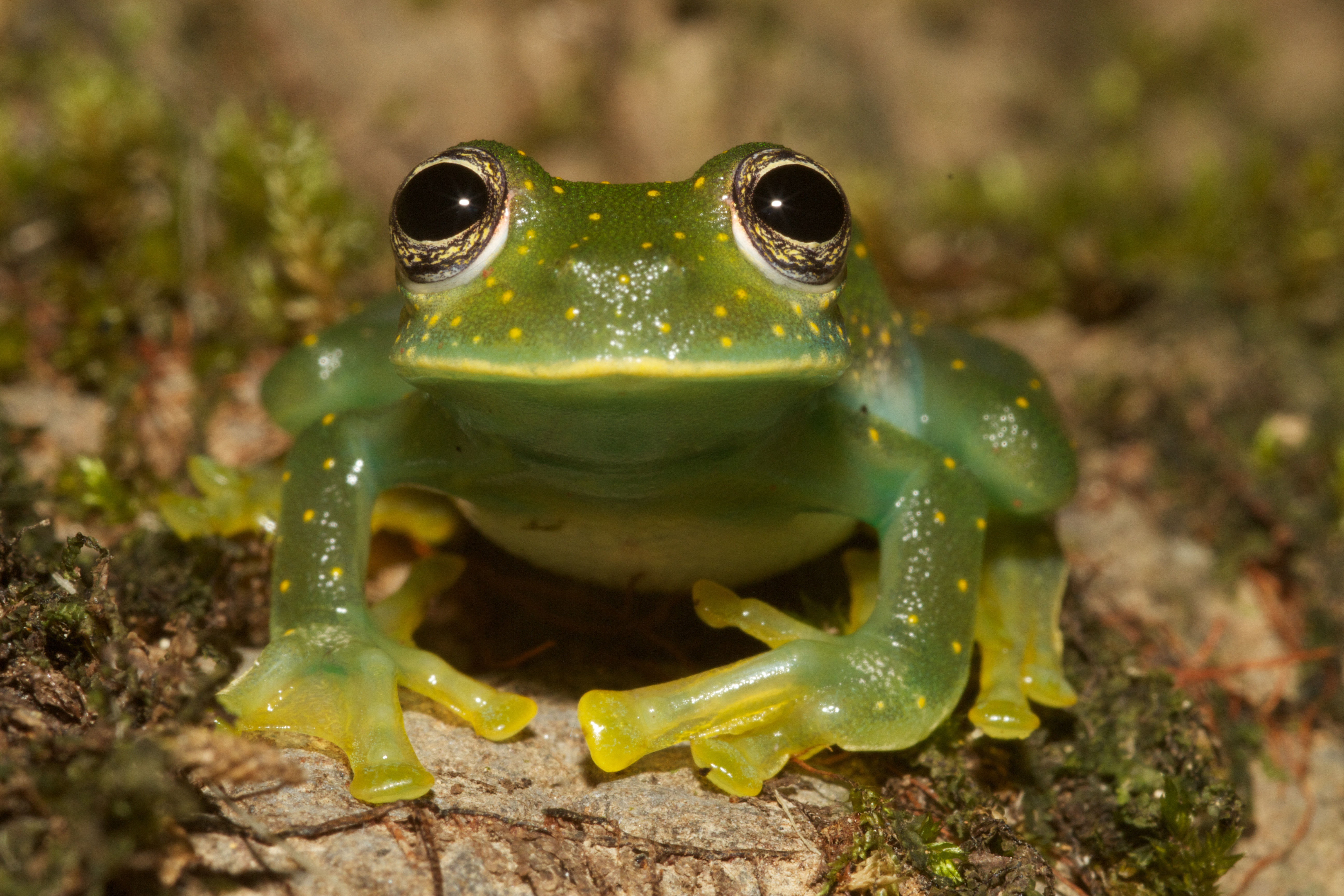
Sachatamia albomaculata

Sachatamia albomaculata mesure de 20,5 à 29 mm pour les mâles et de 22 à 32 mm pour les femelles. Sa coloration de base est bleu vert avec de nombreuses petites taches jaune clair ou argenté. Sa lèvre supérieure est marquée d'une ligne blanche. Son ventre est transparent et son appareil digestif est visible à travers la peau. Il en est de même pour ses os, de couleur verte, qui sont visibles à travers la peau de son dos. La peau du dos est granuleuse.

## Publication originale
- Taylor, 1949 : Costa Rican frogs of the genera Centrolene and Centrolenella. University of Kansas Science Bulletin, vol. 33, no 4, p. 257-270 (texte intégral).